# 魁!!男塾
『魁!!男塾』（さきがけ!! おとこじゅく）は、宮下あきらによる日本の漫画、およびそれを原作としたテレビアニメ、実写映画。2019年5月時点で単行本の累計発行部数は2700万部を突破している。

## 概要
行き場の無くなった不良少年たちを全国から集め、過激なスパルタ教育を施す男塾。そこに籍を置く塾生たちの根性や友情、死闘を描く物語。初期は軍国主義テイストのギャグ漫画であったが、途中から信念を掛けての上級生との決闘、ライバル学校との抗争、闇の世界で繰り広げられる格闘トーナメントなどのバトル中心の展開へとシフトして、連載期間6年余り・単行本全34巻という長丁場の人気漫画となった。
登場人物のほとんどが中国拳法やインド・エジプトなどに伝わる様々な武術の達人とされ、物語中期には15人以上におよぶ主要人物に満遍なく見せ場が与えられている。また闘いの舞台には様々な仕掛け、特殊な決闘方法を用いたものが大半であり、各々がトリッキーな秘技を駆使することにより、バリエーション豊かな死闘が繰り広げられる。
作者の宮下は、「人を死なせないことを意識して描いた」と語っており、死んだ（と思われていた）人物が「実は生きていた」と、再登場するパターンが多い。これは自分が生み出したキャラクターをそう簡単に死なせたくないという愛情と、読者に対する配慮からだというが、死亡している設定の登場人物をうっかり原稿に描いてしまい、担当編集者やアシスタントに指摘されたこともあるという。本編中では死亡したままのキャラクターも、後継作品では復活している場合がある。
タイトルの「魁!!」は宮下が気に入っていた文字であり、魁傑から取ったとのこと。

## あらすじ
学園生活編
筆頭・剣桃太郎を始めとする男塾一号生のメンバーが、理不尽な教官や二号生らの強烈なしごきに耐え乗り越えたり、多くは男塾の面々が騒動の原因の外の世間とのトラブルに巻き込まれながらも、知恵や人情、そして男気で解決していく。
驚邏大四凶殺（）編
男塾の運営費が底を突きかけ、この苦境を打破すべく江田島は愕怨祭（がくえんさい）を起こすことにより利益を上げて赤字の穴埋めをすることにする。しかし愕怨祭が盛り上がっているときに、伊達臣人率いる関東豪学連が攻めてくる。男塾名物競技「羅惧美偉（ラグビー）」で先鋒隊を撃破された伊達は業を煮やして総攻撃を命じるも、江田島は驚邏大四凶殺を提案。伊達たちは承諾し霊峰富士で決着をつけることとなる。

大威震八連制覇（）編
驚邏大四凶殺は男塾勝利で決着がつく。しかし桃以外の戦士は全員死亡し、一人生き残った桃は、寝転びながら朝日を眺めていた。そこへ不審な影が現れ、驚邏大四凶殺は影の手の内で行われたことだったと告げる。桃が下山すると残りの仲間は生きており、その後、豪学連側の4名も生存が確認される。喜びもつかの間、桃たち一号生は三号生に呼び出しを食らう。呼び出し人の名前を聞いて富樫は顔色を変える。三号生に会うために天動宮へ行くが、そこには試練が待ち構えていた。

天挑五輪大武會（）編
大威震八連制覇を終えてまもなく、桃たちは塾長室に呼ばれる。そこでは戦争フィルムが流されており、米軍が、巧妙に偽装されている日本軍の秘密基地をことごとく見破り、撃破する様子が映し出されていた。疑問に思う塾生に対し、江田島は一人の男が米軍に詳細な位置を教えているという。男の名は伊佐武光、戦後に藤堂兵衛と名を変え、現在でも日本の影の支配者として私腹を肥やしているという。その非道ぶりに憤慨する塾生たちは、藤堂を討つべく、彼が主催する天挑五輪に参加することになる。そのときの出征戦士は16名、その後、赤石と江田島が戦線に合流する。

七牙冥界闘（）編
天挑五輪から1か月後、桃たちは進級し新たな入塾者が入ってくる。新一号生と総代を賭けて戦っている最中に、塾長室では異変が起きていた。圧倒的な戦闘力を有する江田島だったが、象をも眠らせる麻酔銃の前に不覚を取り、誘拐され、宇宙へ飛ばされる。それを知った塾生たちは江田島を救出するべく、七牙冥界闘への参戦を強いられることとなる。初期出征戦士は17名だが途中で月光と王が戦線に合流。男塾死天王は全員天挑五輪で重傷を負い療養中のため今編では不参加。
本来は江田島を救出するためには七つの闘場を勝ち抜かなければならなかったのだが、第五の牙での戦いの最中に江田島が自力で宇宙から脱出。黒幕だった藤堂兵衛を捕らえ、終了を迎える。

風雲羅漢塾（）編
江田島の終生のライバル熊田金造が作り上げた、もう一つの男塾とも言うべき風雲羅漢塾。30年目の誓いにより、男塾は羅漢塾と五魂遷で勝負を行うこととなる。

## 作中に登場する技や武器
作中、多岐に渡る様々な流派とその奥義が登場するが、空手とボクシングと相撲を除き、全て架空の流派である。中国拳法、もしくはそれに源を発する設定の物が大半を占める。
武器に関しても日本刀・槍・ナイフなどを基本としたものが多く、連載が進行するにいたりスポーツ用品・玩具・日用品に着想を得た武器も登場。また哺乳類・鳥類・ヘビ・魚類・昆虫類といった動物を操る流派・奥義のほか、毒や特殊な薬品を技の一環として利用する者も多い。
なお、天挑五輪大武會編においては銃器の使用は反則であるという解説がなされる。
それぞれの技・武器の詳細については「魁!!男塾の登場人物」を参照。

## 民明書房
民明書房（みんめいしょぼう）とは、作品中にたびたびその名が登場する、架空の出版社。
1926年（大正15年 - 昭和元年）創業。所在地は東京神田神保町。社名は、中国の武術に関する本を出版した創業者・大河内民明丸（おおこうち みんめいまる、1904年 - ）の名に由来する。創業当初は経営不振に陥っていたが、中国拳法を使う老人・神拳寺師範の韓友諒（かん ゆうりょう）と出会い、神拳寺で韓から中国拳法界の通行手形をもらい、中国全土や周辺各地の格闘技類を取材して武術書「世界の怪拳・奇拳」を刊行、話題を集めて立ち直った。
この民明書房の刊行物を引用するといった体裁で、作中で過去の偉人たちの逸話や登場人物が用いる武術、荒唐無稽な決闘方法、男塾内での常軌を逸した荒行などを解説して、ある種のリアリティを持たせている。宮下によれば昔の忍者漫画で技や武器に科学的な解説がなされていたことに発想を得たアイディアだという。そのほかに「太公望書林」「英学館」「時源出版」「曙蓬莱新聞社」「ミュンヒハウゼン出版」といった他社の出版物が引用されていることもある。
民明書房および上述出版社の解説は全てフィクションであるが、作者が「ウソか本当か微妙な境目がミソ」と語るように、もっともらしいエピソードや用語などが多く、読者層の少年たちを中心に本の内容を信じたり、実際に民明書房の書籍を探し回る人が続出した。作者によると「ゴルフの起源は中国であるという説が支配的」とした民明書房の解説に、「ゴルフの起源はイギリスです」と抗議の電話をかけてくる大人の読者もいたという。また宮下はこれらを基にした技の名前に当て字をする際、漢和辞典を調べて難しい字を使用したことから、別の漢字の部首を組み合わせて表現する「作字」という作業が多く必要になり、写植屋を非常に苦労させたという。
続編の『曉!!男塾 青年よ、大死を抱け』や『天下無双 江田島平八伝』では民明書房創業者の大河内民明丸が登場するなど、あくまで作中の出版社であることが演出されている。また、民明書房主催の漫画賞「民明漫画賞」と称して自らの作品を受賞させている。同作者の別作品『私立極道高校2011』の作中には「新民明書房刊」なる新たな出版形態も登場する。
民明書房風の演出は他の漫画家も用いており、同じ『週刊少年ジャンプ』で連載していた荒木飛呂彦は『ジョジョの奇妙な冒険 Part4 ダイヤモンドは砕けない』の作中に、民明書房が刊行した設定の旅行ガイド「旅行するなら日本のここベスト100」を登場させている。
作中において民明書房刊行の書籍から「引用」された文献は『民明書房大全（ISBN 4-08-859469-X）』として、『魁!!男塾』を刊行する集英社より実際の本にまとまっている。このムックは劇中に登場する設定をまとめたものだけでなく、同書房の生い立ち・関連人物紹介・社歌など、あたかも同書房が実在するかのように構成されている。

### 作品に登場する出典一覧
各出版社ごとに登場順で表記。

#### 民明書房刊
- 剣史記
- ヨーロッパ中世スポーツの起源
- 戦国武将考察
- 日本風俗奇譚
- 世界気象大鑑
- 氷の科学
- 肉体の神秘
- 中国武術大覧
- 戦国武芸者往来
- 古代刑法全

- 教育と体罰
- 中国三千年の歴史に学ぶ現代人の知恵
- 亜細亜刑史大系
- 戦国異聞記
- 鉄拳記
- 武士魂
- 戮家その全貌
- 世界の怪拳・奇拳（後に改訂版・決定版も発刊される）
- 肉体の神秘とスポーツ
- 風海林海

- 奇跡の鳥慶漢
- 分子核構造その理論
- 拳法興亡史
- 氣―その効用と実践
- 中国拳法大武鑑
- 知られざる秘拳
- 戦国武将人情譚
- 大衆操作暗黒史
- 中国拳法修行大鑑
- 中国拳法―その科学性―

- 暗殺秘話
- ツタンカーメンの逆襲
- 実用動物事典
- 武道達人逸話集
- 世界死闘決闘百選
- 中国日本武術交流秘史
- 驚異の昆虫世界
- 武の中国史
- スポーツ起源異聞
- 中国宮廷儀礼典範

- 中国武具―その創造と継承―
- 世界スポーツ奇譚
- 浮虻流昆虫記
- 世界古代兵器大鑑
- 大磁界
- 医学的見地より考察した中国拳法
- 独習中国拳法
- 中国古代吃驚医学大鑑
- 中国電化大革命史
- 西欧文明―その爛熟と退廃―

- 闘う動物大百科
- インド人も吃驚!ヨガの奇跡
- 相撲人生待ったなし
- 泳げ!騎馬民族
- 喰うか喰われるか!!世界食通事情
- SKATER'S WALTZ
- かき氷屋三代記―我永遠に氷をアイス―
- 人体―その代謝機能の神秘―
- 誰が為に鐘は鳴る
- 中国拳法に見る東洋医術

- 氣の科学
- 中国の奇拳―その起源と発達―
- 世界拷問史
- 世界史にみる現代兵器の源泉
- 中国秘拳満漢全席（後に改訂版も発刊される）
- 炎の武将・織田信長
- 戦国決闘異聞第七巻
- EYEこそすべて
- 現代麻薬集成
- クロコダイル・ダンディ―爬虫類よもやま話―

- バットマンかく語りき
- 玩具に見る古代中国の英知
- アラスカ大紀行
- 室内球技における中国文明の影響
- マグネットパワー―21世紀をこう変える―
- 新羅三郎義満の世界観・甲斐の国からの書簡 和田晃祥著
- 中国なるほどザ・お寺（アニメ版23話より）
- 男塾白書2000年度版

- 世界の怪鳥・奇鳥
- 世界の怪虫・奇虫
- 実用中国拳法 これでアナタも嫁要らず
- 俺のケツミット
- 知っておきたい中国拳法の基礎知識
- 古代医術の光と影 これはびっくり珍医術（アニメ版第33話）
- 海軍江田島兵学校秘史 -地獄の別科は本当に実在した-（『天下無双 江田島平八伝』にて。当時の日本軍により発禁処分となり、原本一冊のみ存在する）
- 勃てよ日本人

- 華麗なるインド神秘格闘術
- 和田晃祥著「枝豆と世阿弥、その世界観と背景」
- 今日から出来る中国拳法
- 残酷中国拳法史
- 続・EYEこそすべて
- 中国拳法ゼミナール

#### その他
英学館刊
大河内民明丸の親友英之本学を社主とする大阪の小規模な出版社だが、1990年経営不振で倒産。
- インド 母なる大地を往く
- 中国武闘三千年

- 騎馬民族の逆襲
- 武家社会に於ける風俗・迷信

興陽大学名誉教授歴史学博士 中津川大観著 時源出版刊
民明書房で民明丸を補佐した春日井健介が中津川大観の出資で時源出版を創業するも、中津川のわがままに耐えかねて失踪、1996年倒産。
- 武芸秘史
- 偉大なる中国拳法

- 中国拳法裏面史
- 戦場にかける橋

太公望書林刊
社主は大河内民明丸の親友茂木鮎乃進。当初は自然科学関係の書物を刊行したが、民明丸の影響で中国拳法関係に移行。しかしそれが災いして民明書房の盗作との悪評が立ち、1995年に倒産。
- エーゲ海―古代格闘史の浪漫―
- ギリシャ神話に見る現代人への教訓
- 世界幻覚大全
- 英国貴族の習慣・風俗
- 眼球大脳生理学
- 世界頭髪大全

- 中国拳法―火の考察―
- 動物生息類聚
- 暗黒組織類聚
- 世界残虐刑罰史
- シルクロードの彼方
- 狼少年―拳―
- 貴方にも出来る!中国拳法修行百科

ミュンヒハウゼン出版刊
ドイツの出版社で児童書の編集を務めたカール・ハインツ・ミュンヒハウゼンが民明書房に移転した後に独立して創立したが、下記の一冊しか刊行されなかった。ミュンヒハウゼンは、後に帰国して農場主となる。
- 心に残る戦国名勝負100選

曙蓬莱新聞社刊
日本曙蓬莱武術協会の機関誌を出す出版社で、理事長は大河内民明丸の親友盛田慎之助。盛田は作中にて談話をたびたび述べ、民明書房社歌「ああ、我が民明書房」の作曲も手掛けている。
- 大江戸流行JUST NOW
- 世界の名物兄弟―この兄あってこの弟あり―

- 鉄仮面の告白
- 撃って候早くてゴメン

談話
- 日本曙蓬莱武術協会理事長・盛田慎之助による談話
- 日本曙蓬莱武術協会武術総師範代・竹之本秀路による談話

## 書誌情報

### 単行本
- 宮下あきら 『魁!!男塾』 集英社〈ジャンプ・コミックス〉、全34巻
  1. 1986年2月発行、ISBN 4-08-852481-0
  2. 1986年5月発行、ISBN 4-08-852482-9
  3. 1986年8月発行、ISBN 4-08-852483-7
  4. 1986年11月発行、ISBN 4-08-852484-5
  5. 1987年3月発行、ISBN 4-08-852485-3
  6. 1987年5月発行、ISBN 4-08-852486-1
  7. 1987年7月発行、ISBN 4-08-852487-X
  8. 1987年9月発行、ISBN 4-08-852488-8
  9. 1987年11月発行、ISBN 4-08-852489-6
  10. 1988年1月発行、ISBN 4-08-852490-X
  11. 1988年3月発行、ISBN 4-08-852491-8
  12. 1988年5月発行、ISBN 4-08-852492-6
  13. 1988年7月発行、ISBN 4-08-852493-4
  14. 1988年9月発行、ISBN 4-08-852494-2
  15. 1988年11月発行、ISBN 4-08-852495-0
  16. 1989年1月発行、ISBN 4-08-852496-9
  17. 1989年3月発行、ISBN 4-08-852497-7
  18. 1989年5月発行、ISBN 4-08-852498-5
  19. 1989年7月発行、ISBN 4-08-852499-3
  20. 1989年9月発行、ISBN 4-08-852500-0
  21. 1989年11月発行、ISBN 4-08-852643-0
  22. 1990年1月発行、ISBN 4-08-852644-9
  23. 1990年3月発行、ISBN 4-08-852645-7
  24. 1990年5月発行、ISBN 4-08-852646-5
  25. 1990年7月発行、ISBN 4-08-852647-3
  26. 1990年9月発行、ISBN 4-08-852648-1
  27. 1990年11月発行、ISBN 4-08-852649-X
  28. 1991年1月発行、ISBN 4-08-852650-3
  29. 1991年3月発行、ISBN 4-08-852295-8
  30. 1991年6月発行、ISBN 4-08-852296-6
  31. 1991年8月発行、ISBN 4-08-852297-4
  32. 1991年10月発行、ISBN 4-08-852298-2
  33. 1991年12月発行、ISBN 4-08-852299-0
  34. 1992年2月発行、ISBN 4-08-852300-8

### 愛蔵版
- 宮下あきら 『魁!!男塾』 集英社〈愛蔵版コミックス〉、全20巻
  1. 「地獄へ直進行の巻」1994年10月発行、ISBN 4-08-782631-7
  2. 「日米親善撲針愚の巻」1994年11月発行、ISBN 4-08-782632-5
  3. 「神風吹くの巻」1994年12月発行、ISBN 4-08-782633-3
  4. 「さらばだ友よの巻」1995年1月発行、ISBN 4-08-782634-1
  5. 「不屈の男魂の巻」1995年2月発行、ISBN 4-08-782635-X
  6. 「大豪院邪鬼という男の巻」1995年3月発行、ISBN 4-08-782636-8
  7. 「運命を突破せよ！の巻」1995年4月発行、ISBN 4-08-782637-6
  8. 「勇者への葬送曲の巻」1995年5月発行、ISBN 4-08-782638-4
  9. 「驚異の冥凰島の巻」1995年6月発行、ISBN 4-08-782639-2
  10. 「血涙に誓え!!の巻」1995年7月発行、ISBN 4-08-782640-6
  11. 「スフィンクスの謎の巻」1995年8月発行、ISBN 4-08-782641-4
  12. 「覆面の男!!の巻」1995年9月発行、ISBN 4-08-782642-2
  13. 「男と男の信義！の巻」1995年10月発行、ISBN 4-08-782643-0
  14. 「男子の真髄!!の巻」1995年11月発行、ISBN 4-08-782644-9
  15. 「真の決勝戦!!の巻」1995年12月発行、ISBN 4-08-782645-7
  16. 「最後の死闘!!の巻」1996年1月発行、ISBN 4-08-782646-5
  17. 「王宮への道!!の巻」1996年2月発行、ISBN 4-08-782647-3
  18. 「黒幕の正体!!の巻」1996年3月発行、ISBN 4-08-782648-1
  19. 「謎の雲水!!の巻」1996年4月発行、ISBN 4-08-782649-X
  20. 「涙の別れ・卒業式!!の巻」1996年5月発行、ISBN 4-08-782650-3

### 文庫版
- 宮下あきら 『魁!!男塾』 集英社〈集英社文庫 コミック版〉、全20巻
  1. 2000年1月発行、ISBN 4-08-617521-5
  2. 2000年1月発行、ISBN 4-08-617522-3
  3. 2000年3月発行、ISBN 4-08-617523-1
  4. 2000年3月発行、ISBN 4-08-617524-X
  5. 2000年4月発行、ISBN 4-08-617525-8
  6. 2000年4月発行、ISBN 4-08-617526-6
  7. 2000年5月発行、ISBN 4-08-617527-4
  8. 2000年5月発行、ISBN 4-08-617528-2
  9. 2000年6月発行、ISBN 4-08-617529-0
  10. 2000年6月発行、ISBN 4-08-617530-4
  11. 2000年7月発行、ISBN 4-08-617531-2
  12. 2000年7月発行、ISBN 4-08-617532-0
  13. 2000年8月発行、ISBN 4-08-617533-9
  14. 2000年8月発行、ISBN 4-08-617534-7
  15. 2000年9月発行、ISBN 4-08-617535-5
  16. 2000年9月発行、ISBN 4-08-617536-3
  17. 2000年10月発行、ISBN 4-08-617537-1
  18. 2000年10月発行、ISBN 4-08-617538-X
  19. 2000年11月発行、ISBN 4-08-617539-8
  20. 2000年11月発行、ISBN 4-08-617540-1

## アニメ

### テレビアニメ
1988年2月25日から11月14日まで、フジテレビにて『北斗の拳2』の後番組として放送された。キャッチフレーズは主人公・桃の声で「観ねえ奴は、男じゃねえぜ!!」。全34話。
アニメ化に当たっては、とりわけ原作の特色の一つだった軍国主義的な描写が変更になり、危険な描写も緩和されている。また、アニメ独自の解釈が折り込まれている。大威震八連制覇編で放送は途中打ち切りすることが決定し、第31話にて第2戦途中から最終対決までの経過をダイジェストで進める手法がとられた。また、次回予告は第28話まで桃太郎が日々男を磨いている友人の失敗談を話したり、視聴者からの便りを読みそれに桃太郎他登場キャラクターが答えるという形式となった。のちに『雨上がり決死隊のトーク番組アメトーーク! 魁!!男塾芸人』（2011年8月11日放送）で紹介され、同様の次回予告を剣桃太郎（堀秀行）が担当した。
最終回は大威震八連制覇から1か月後、男塾に戻る桃、富樫、虎丸、Jら一号生が桜吹雪の中を歩きながら入塾以来の一年を振り返る総集編となっている。

#### スタッフ
- 企画 - 中尾嘉伸（フジテレビ）
- 原作 - 宮下あきら
- 音楽 - 菊池俊輔（編曲：石田勝範 演奏：命〈ミコト〉）
- 製作担当 - 蕪木登喜司
- キャラクターデザイン - 須田正己
- 美術デザイン - 松本健治
- シリーズディレクター - 西沢信孝
- プロデューサー - 高見義雄、東伊里弥（東映動画）
- 協力 - 青二プロ
- 編集 - 花井正明（タバック）
- 録音 - 今関種吉（タバック）
- 音響効果 - 伊藤道広（E&M）
- 選曲 - 田中英行
- 現像 - 東映化学
- 制作 - フジテレビ、東映

#### 主題歌
オープニングテーマ - 「汚れっちまった悲しみに…」
作詞 - SEPIA / 作曲・編曲 - 芳野藤丸 / 歌 - 一世風靡SEPIA
タイトルはオープニングアニメーションでは「汚れっちまった悲しみに…」であるが、シングル盤では「汚れつちまった悲しみに…」の表記になっている。
エンディングテーマ - 「幾時代ありまして」
作詞 - SEPIA / 作曲・編曲 - 芳野藤丸 / 歌 - 一世風靡SEPIA
上記2曲を収録したCDは、アルファ・ムーンより発売された。また、スタッフクレジットはオープニング・エンディング共にアニメでは珍しい縦書きである。

#### 各話リスト
| 話数   | サブタイトル                                       | 脚本            | 演出                | 作画監督          | 美術     | 放送日         |
| ------ | -------------------------------------------------- | --------------- | ------------------- | ----------------- | -------- | -------------- |
| 第1話  | 自由と青春？ここがウワサの男塾                     | 高久進          | 西沢信孝            | 須田正己          | 松本健治 | 1988年 2月25日 |
| 第2話  | 爆走男塾！俺達の前を行く奴は許さねェ               | 高久進          | 有迫俊彦            | 山崎展義          | 佐貫利勝 | 3月3日         |
| 第3話  | E湯だな？ここは男塾・油風呂の湯                    | 高久進          | 松浦錠平            | 金子寛俊          | 松本健治 | 3月10日        |
| 第4話  | 六本木ナンパ戦争！ガイジンには負けられない         | 戸田博史        | 大庭寿太郎          | 川筋豊            | 堀内雅人 | 3月17日        |
| 第5話  | 今度は戦争だ？あぶない塾長江田島の仁義なき戦い     | 清水東          | 又野弘道            | 羽山淳一          | 佐貫利勝 | 3月24日        |
| 第6話  | 大相撲男塾場所 おちこぼれ椿山vs鬼横綱              | 清水東          | 山吉康夫            | 増田信博          | 松本健治 | 4月4日         |
| 第7話  | 何するものゾ2号生 年上だからってエバんなよ!!       | 戸田博史        | 大庭秀昭            | 須田正己          | 佐貫利勝 | 4月11日        |
| 第8話  | 男塾サファリパークに行く 百獣の王はオレ達だ!!      | 戸田博史        | 有迫俊彦            | 山崎展義          | 田中資幸 | 4月18日        |
| 第9話  | 塾長恐怖の思いつき オマエら明日から丸坊主だァ!!    | 清水東          | 松浦錠平            | 斉藤浩信          | 内川文広 | 5月2日         |
| 第10話 | 2号生の逆襲 年下のくせにナメんなョ                 | 戸田博史        | 大庭寿太郎 大庭秀昭 | 羽山淳一          | 佐貫利勝 | 5月9日         |
| 第11話 | 巌流島に死剣舞う!対決!桃vs赤石                     | 戸田博史        | 又野弘道            | 羽山淳一          | 松本健治 | 5月16日        |
| 第12話 | 男塾版岸壁の母物語 不良だってお母さんが欲しい      | 清水東          | 山吉康夫            | 増田信博          | 佐貫利勝 | 5月23日        |
| 第13話 | 血にそまる撲針愚？敵はスーパーポリスアカデミー     | 戸田博史        | 有迫俊彦            | 須田正己          | 佐貫利勝 | 5月30日        |
| 第14話 | 友か敵か?鉄拳マッハパンチの男現わるその名はJ       | 戸田博史        | 大庭秀昭            | 山崎展義          | 松本健治 | 6月6日         |
| 第15話 | 風雲竜虎編死闘始まる・男塾vs関東豪学連             | 清水東          | 松浦錠平            | 金子寛俊          | 東條俊寿 | 6月13日        |
| 第16話 | 総力決戦ラグビー 桃、友の涙を背負って走れ!!        | 清水東          | 又野弘道            | 羽山淳一          | 佐貫利勝 | 6月20日        |
| 第17話 | “驚邏大四凶殺”始まる 霊峰富士に何が待つ            | 大橋志吉        | 有迫俊彦            | 山崎展義          | 佐貫利勝 | 6月27日        |
| 第18話 | 涙の硫黄泉の死闘・Jの最期・これがヤンキー魂だ      | 大橋志吉        | 山吉康夫            | 増田信博          | 松本健治 | 7月4日         |
| 第19話 | 男は笑って死ぬ!ド根性富樫が美しき男飛燕と激突      | 戸田博史        | 大庭秀昭            | 高橋明信          | 吉田智子 | 7月11日        |
| 第20話 | また一つ涙の別れ!!氷上の死闘場に熱き男虎丸死す     | 戸田博史        | 寒竹清隆            | 山崎展義          | 吉田智子 | 7月25日        |
| 第21話 | 最終決戦・桃vs伊達、遂に死への秒読みが始まった     | 清水東          | 松浦錠平            | 斉藤浩信          | 山口俊和 | 8月1日         |
| 第22話 | 驚邏大四凶殺終結・友との再会 しかしもう次の敵が... | 清水東          | 又野弘道            | 羽山淳一          | 松本健治 | 8月8日         |
| 第23話 | 三号生から死の招待状・今度の戦場は魔宮天動宮       | 戸田博史        | 有迫俊彦            | 山崎展義          | 吉田智子 | 8月15日        |
| 第24話 | ド根性富樫涙の告白 大豪院邪鬼は俺の兄のカタキ      | 戸田博史        | 山吉康夫            | 増田信博          | 吉田智子 | 8月22日        |
| 第25話 | “大威震八連制覇”に突入 桃、これが最終死闘だ        | 清水東          | 大庭秀昭            | 高橋明信          | 松本健治 | 8月29日        |
| 第26話 | 地獄へ通ず八竜長城 入口あって出口なし              | 戸田博史        | 寒竹清隆            | 山崎展義          | 吉田智子 | 9月5日         |
| 第27話 | 雷電死す・苦戦の一号生 頼みはJのマッハパンチだ     | 戸田博史        | 松浦錠平            | 金子寛俊          | 山口俊和 | 9月12日        |
| 第28話 | 天からの使者？絶体絶命のJに百万の援軍が来た        | 戸田博史        | 又野弘道            | 羽山淳一          | 松本健治 | 9月19日        |
| 第29話 | 遠すぎた橋 田沢 松尾 八竜長城に死す                | 清水東          | 有迫俊彦            | 須田正己          | 田中資幸 | 9月26日        |
| 第30話 | 飛燕の苦闘・鋼鉄のヨーヨーが容赦なく美男子を襲う   | 清水東          | 山吉康夫            | 増田信博          | 吉田智子 | 10月17日       |
| 第31話 | 勝負はついに第四闘へ いよいよ大豪院邪鬼が登場      | 戸田博史 清水東 | 松浦錠平            | 山崎展義          | 松本健治 | 10月24日       |
| 第32話 | 最終死闘・1号生vs3号生 死ぬのはヤツらだ            | 戸田博史 清水東 | 又野弘道            | 羽山淳一          | 吉田智子 | 10月31日       |
| 第33話 | 友情そして勝利 大威震八連制覇が残したもの…         | 戸田博史        | 又野弘道            | 増田信博 羽山淳一 | 松本健治 | 11月7日        |
| 第34話 | さらば男塾 勇気と根性で男を磨け                    | 戸田博史        | 有迫俊彦            | 増田信博          | 松本健治 | 11月14日       |

#### 放送局
放送日時は個別に出典が掲示してあるものを除き、1988年11月終了時点、放送系列は放送当時のもの。本作終了後、2019年現在、この枠でアニメが放送されたことはない。
| 放送地域       | 放送局         | 放送日時                                                                          | 放送系列                      | 備考                                            |
| -------------- | -------------- | --------------------------------------------------------------------------------- | ----------------------------- | ----------------------------------------------- |
| 関東広域圏     | フジテレビ     | 月曜 19:00 - 19:30                                                                | フジテレビ系列                | 制作局                                          |
| 北海道         | 北海道文化放送 | 月曜 19:00 - 19:30                                                                | フジテレビ系列                |                                                 |
| 宮城県         | 仙台放送       | 月曜 19:00 - 19:30                                                                | フジテレビ系列                | 1988年5月時点では金曜 19:00 - 19:30の遅れネット |
| 福島県         | 福島テレビ     | 月曜 19:00 - 19:30                                                                | フジテレビ系列                | 途中で打ち切り。                                |
| 静岡県         | テレビ静岡     | 月曜 19:00 - 19:30                                                                | フジテレビ系列                | [ 14 ]                                          |
| 島根県・鳥取県 | 山陰中央テレビ | 月曜 19:00 - 19:30                                                                | フジテレビ系列                | [ 14 ]                                          |
| 岡山県・香川県 | 岡山放送       | 月曜 19:00 - 19:30                                                                | フジテレビ系列                |                                                 |
| 熊本県         | テレビ熊本     | 月曜 19:00 - 19:30                                                                | フジテレビ系列 テレビ朝日系列 | [ 14 ]                                          |
| 青森県         | 青森テレビ     | 火曜 16:30 - 17:00                                                                | TBS系列                       |                                                 |
| 岩手県         | テレビ岩手     | 水曜 17:00 - 17:30                                                                | 日本テレビ系列                | 本放送終了後、1989年頃に放送。                  |
| 秋田県         | 秋田テレビ     | 土曜 18:30 - 19:00                                                                | フジテレビ系列                |                                                 |
| 山形県         | 山形テレビ     | 金曜 16:30 - 17:00 → 日曜 6:00 - 6:30                                             | フジテレビ系列                |                                                 |
| 山梨県         | 山梨放送       | 水曜 17:00 - 17:30（1988年9月28日まで） → 水曜 16:00 - 16:30（1988年10月5日から） | 日本テレビ系列                |                                                 |
| 新潟県         | 新潟総合テレビ | 土曜 17:00 - 17:30                                                                | フジテレビ系列                | 現・NST新潟総合テレビ。                         |
| 長野県         | 長野放送       | 金曜 16:10 - 16:40（1988年5月時点） 金曜 17:00 - 17:30                            | フジテレビ系列                |                                                 |
| 近畿広域圏     | 関西テレビ     | 月曜 19:30 - 20:00                                                                | フジテレビ系列                | 木曜時代は同時ネット。                          |
| 山口県         | 山口放送       | 水曜 17:00 - 17:30                                                                | 日本テレビ系列 テレビ朝日系列 |                                                 |
| 高知県         | 高知放送       | 月曜 - 金曜 16:00 - 16:30                                                         | 日本テレビ系列                | 本放送終了後、1989年頃に放送。                  |
| 福岡県         | テレビ西日本   | 金曜 16:30 - 17:00                                                                | フジテレビ系列                |                                                 |
| 佐賀県         | サガテレビ     | 金曜 16:00 - 16:30                                                                | フジテレビ系列                |                                                 |
| 鹿児島県       | 鹿児島テレビ   | 月曜 16:30 - 17:00                                                                | フジテレビ系列 日本テレビ系列 |                                                 |

- テレビ新広島（広島県）は学校の長期休暇時に、劇場映画版の単発放送を行ったのみだった。
- 中京広域圏では本来の系列局である東海テレビではネットはせず、中京テレビ（日本テレビ系列）で権利切れ後の遅れ放送として初めて放送された。

#### ネット配信
- YouTubeの「東映アニメーションミュージアムチャンネル」で、2023年11月1日から第1話が常時無料配信されている[注釈 7]。
- 2024年1月8日から同チャンネルで、毎週月曜18:00より2週間の期間限定（第1話は引き続き常時）で1話ずつ無料配信が行われた。
- 2025年4月22日からは「男塾公式YouTubeチャンネル」にて、本作のボイスコミックが毎週2〜3話ずつ配信されている。声の出演は酒味たろう（剣桃太郎役[19]）、ヤシロこーいち、畑耕平、ほりえかおり、夏八木敦也、錦織大輔[20]。制作・演出は株式会社ケイスタジオ。

### 劇場版
『週刊少年ジャンプ』創刊20周年記念企画として制作された東映・東映動画提携作品。『聖闘士星矢 真紅の少年伝説』と同時上映で1988年7月、東映洋画系にて公開された。
敵キャラクターのデザインは宮下あきらによるもの。

#### あらすじ（劇場版）
数年に一度アメリカを舞台に繰り広げられる世界格闘技選手権「ビッグ・バトル・オーガスト」に、前回優勝チームの男塾が日本代表として招待された。男塾塾長・江田島平八は三号生ではなくあえて頼りない一号生の中から桃、富樫、J、虎丸、田沢、松尾、秀麻呂、椿山を選出して派遣する。優勝するためには全世界から集まったケンカのプロフェッショナルたちと争いながら六大関門のチェックポイントを突破しなければならず、日本代表・男塾一号生チームは第1関門ハワイ、第2関門ナイアガラ瀑布、第3関門アラスカ・マッキンリー氷河、第4関門ニューヨーク・マンハッタン、第5関門ニューヨーク・モータウンを次々に突破していく。そして第6関門である最終決戦地・ニューヨーク沖監獄島地下3000mで、アメリカチーム「スリーS（スペシャル・シークレット・ソルジャー養成機関）」と4対4の四大死闘を戦うことになる。第一死闘のJ対サー・ロイヤル三世は両者死亡による引き分け、第二死闘の虎丸対ビック・モーガンは虎丸の勝利、第三死闘の富樫対ブロンコ・サンダースは富樫の死亡により敗北となり、第四死闘の桃対B.J.ブルースで桃が激闘の末勝利を収めることにより男塾の優勝が決まった。桃たちが地上に出ると、そこには江田島塾長や死んだはずのJ、富樫が待っており、一同は再会を喜んだ。

#### 声の出演
- 剣桃太郎 - 堀秀行
- 富樫源次 - 山口健
- ジェイ - 銀河万丈
- 虎丸龍次 - 屋良有作
- 赤石剛次 - 森功至
- 極小路秀麻呂 - つかせのりこ
- 松尾鯛雄 - 松田重治
- 田沢一平 - 平野正人
- 椿山清美 - 中多和宏
- 江田島平八 - 郷里大輔
- 鬼ヒゲ - 千葉繁
- 乱気流 - 田中亮一
- 忍者 - 沢木郁也
- 馬之助 - 戸谷公次
- B.J.ブルース - 田中秀幸
- ブロンコ・サンダース - 池田勝
- サー・ローヤル三世 - 塩沢兼人
- ビル・ホワイト - 玄田哲章
- ビック・モーガン - 青野武
- コンピューター - 阿部道子
- スチュワーデス - 萩森順子
- 女性客 - 浦和めぐみ、小山裕香
- 司祭 - 内海賢二
- 謎のマイク音声 - 来宮良子

#### スタッフ（劇場版）
- 製作総指揮 - 今田智憲
- 原作 - 宮下あきら
- 企画 - 高見義雄、東伊里弥
- 製作担当 - 蕪木登喜司
- 脚本 - 戸田博史、清水東
- 音楽 - 新田一郎
- キャラクターデザイン、作画監督 - 須田正己
- 美術監督 - 田中資幸
- 監督 - 今沢哲男

#### 主題歌（劇場版）
劇場版エンディングテーマ - 「COOL EYES」
作詞 - 白虎隊&小林正己 / 作曲 - 山崎稔 / 歌・編曲 - 白虎隊

### 映像ソフト
- VHS
  - 1989年2月10日 - 東映ビデオから発売
劇場版を収録。
- DVD
  - 2004年12月21日 - ハピネット・ピクチャーズから発売
  - 2008年1月25日 - ハピネットから発売。
テレビシリーズ全話、劇場版および関連CMを収録。

| フジテレビ 木曜19時台前半枠 【当番組までアニメ枠】 | フジテレビ 木曜19時台前半枠 【当番組までアニメ枠】      | フジテレビ 木曜19時台前半枠 【当番組までアニメ枠】                            |
| 前番組                                             | 番組名                                                  | 次番組                                                                        |
| -------------------------------------------------- | ------------------------------------------------------- | ----------------------------------------------------------------------------- |
| 北斗の拳2 （1987年3月12日 - 1988年2月18日）        | 魁!!男塾 （第1話 - 第5話） （1988年2月25日 - 3月24日）  | おもしろニッポン! なっとく歴史館 （1988年4月7日 - 1989年9月28日） （1時間枠） |
| フジテレビ 月曜19時台前半枠 【当番組までアニメ枠】 |                                                         |                                                                               |
| ゲゲゲの鬼太郎 地獄編 （1988年2月8日 - 3月21日）   | 魁!!男塾 （第6話 - 第34話） （1988年4月4日 - 11月14日） | あっぱれさんま大先生                                                          |

### 魁!!令和の男塾
KDDIとディー・エル・イーの共同制作によるWEBアニメブランド『スキマノアニメ』の第1弾として配信されるスピンオフアニメ。YouTube・X・TikTokで配信される。
過激なスパルタ教育を施す塾として描かれていた男塾が、令和へと舞台を移し家事、育児、メイクにSNSと、現代の価値観に則った新しい男性像を学ぶ塾に変貌を遂げる。

#### 声の出演（令和）
- 剣浦島太郎 / 毒島教官：安元洋貴
- 松尻サバオ：赤石考
- 田畑伸次郎：山本祥太
- 江田島平八 他：FROGMAN

#### スタッフ（令和）
- 監督・キャラクターデザイン・脚本・演出・編集 - FROGMAN
- 音楽 - 松野恭平
- アニメーション制作 - ディー・エル・イー
- 製作 - スキマアニメプロジェクト、KDDI、ディー・エル・イー

#### 主題歌（令和）
「突き破る本能」
作詞・作曲・歌：絢香

## オーディオドラマ
アニメ放送終了後、アニメ未放送の天挑五輪大武會編がカセットブックによる全2巻のオーディオドラマとして発売されている。ボイスキャストはテレビシリーズと同じ。収録されている戦いは後述のとおり。
収録エピソード
- 集英社カセットコミックシリーズ 魁!!男塾 天挑五輪大武會編（1989年1月29日発行、ISBN 4-08-901015-2）

1. 飛燕 対 狼髏館・首天童子
2. 大豪院邪鬼 対 淤凛葡繻十六闘神・聖紆塵
3. 伊達臣人 対 厳娜亜羅十六僧・竜宝
4. 剣桃太郎 対 厳娜亜羅十六僧・朱 鴻元

- 集英社カセットコミックシリーズ 魁!!男塾2 死闘!冥凰島決勝トーナメント（1989年12月17日発行、ISBN 4-08-901023-3）

1. 富樫源次、虎丸龍次 対 宝竜黒連珠・阿們、呍們
2. 剣桃太郎 対 王家の谷の守護者達・ファラオ
3. 月光 対 梁山泊十六傑・蒼傑
4. 伊達臣人 対 梁山泊十六傑・梁皇

## 実写映画版
2007年7月6日に実写映画化が発表された。ゼアリズエンタープライズによる制作・配給で、2008年1月26日に公開。上映時間は110分。アクション俳優の坂口拓が監督・脚本・主演を兼務。坂口は本作が初監督作品、山田親太朗は本作が映画デビュー作となる。ナレーションは千葉繁が担当。
極小路秀麻呂の視点を中心に物語が展開しており、前半は原作の初期エピソードをアレンジ、再構成し、一号生たちの日常が描かれる。原作にはない塾生の恋愛シーンなども存在。後半は関東豪学連との驚邏大三凶殺に桃太郎らが挑む。
原作での驚邏大四凶殺が驚邏大三凶殺に変更されており、Jおよび雷電は本作に登場しない。製作スタッフによれば、Jのような筋骨隆々で流暢な日本語を話す外国人役者が用意できなかったからだという。
坂口は、「映画のバランスとして、4つの対決アクションを見せるとダレるんですよ。そこで、映画では3人で3つの闘いに絞ったんです」と意図を明かし、出演者については「照英さんに関しては、彼を富樫源次と想定して脚本を書きました。普段から熱い方ですし(笑)。山田君は、本当に沖縄から出てきたばかりで、凄く澄んだ目と野生っぽさがあったんです。そこを活かしたいと思って、台詞も訛りで、何言ってるのかわからなかったんですけど、『お客さんにニュアンスを伝えられればいいよ』ってことで、そのまま活かしました」と語っている。
坂口と伊達臣人役の榊英雄は本作以前にも『VERSUS -ヴァーサス-』など多くの映画で対決シーンを演じている。
原作者の宮下あきらは「期待通り。実写ならではの迫力とリアリズムだった。原作の3倍くらい面白くなっている」と評している。
男塾の塾舎のシーンは栃木県大田原市の旧須賀川小学校（2006年廃校）の木造校舎で撮影された。宝獄院のシーンは静岡県御殿場市の二岡神社で撮影された。
キャスト
一号生
- 剣桃太郎 - 坂口拓
- 富樫源次 - 照英
- 極小路秀麻呂 - 尾上寛之
- 虎丸龍次 - 山田親太朗
- 田沢慎一郎 - タケタリーノ山口（瞬間メタル）
- 松尾鯛雄 - 与座嘉秋（ホーム・チーム）
- 椿山清美 - 高山謙二

二号生
- 赤石剛次 - 田中哲司
- 丹下 - 三浦誠己

教官
- 塾長 江田島平八 - 麿赤兒
- 鬼髭 - 菅田俊
- 覇跿萬 - 島津健太郎

関東豪学連
- 伊達臣人 - 榊英雄
- 飛燕 - 綾野剛
- 月光 - 佳本周也
- 両国 - 両國宏

宝獄院
- 修羅和尚 - 織本順吉
- 風海 - 浜崎貴司
- 林海 - HIRO

その他
- 秀麻呂の母しのぶ - 中島知子（元オセロ）
- 極小路組組員 塩谷 - 山田辰夫
- エリカ - 平田薫
- 女子高生 - 菊池真弓
- 女子高生 - 吉川まりあ
- ウクレレガール - つじあやの
- 車の美女 - 矢沢心
- 牛丼屋の客 - 前田ばっこー（瞬間メタル）
- ナイフ男 - 檜山豊（ホーム・チーム）

## 舞台
舞台 魁!!男塾というタイトルで2022年10月7日から11日に渋谷区文化総合センター大和田 伝承ホールにて上演。

### キャスト（舞台）
- 剣桃太郎 - 武子直輝
- 伊達臣人 - 縣豪紀
- 富樫源次 - 柏木佑介
- 虎丸龍次 - 梶原颯
- J - 滝川広大
- 極小路秀麻呂 - 深澤大河
- 田沢慎一郎 - 中村祐志
- 松尾鯛雄 - オラキオ
- 鬼ヒゲ - コウガシノブ
- 飛行帽 - 錦織純平
- 月光 - 両國宏
- 飛燕 - 金澤慎治
- 雷電 - 長田拓郎
- 修羅和尚 - 農塚誓志
- 丸山二号生 - Kいち
- 椿山清美 - 長谷場俊紀
- キース - 添田翔太
- コング - 樋口裕司
- ジョーンズ - アレス
- 関東豪学連 - 賀谷亮祐
- 関東豪学連 - 新大悟
- 赤石剛次 - 賀集利樹
- 江田島平八 - 武田幸三

### スタッフ（舞台）
- 原作 - 宮下あきら
- 脚本・演出 - 田中大祐

## ゲーム

### コンシューマーゲーム
魁!!男塾 疾風一号生
ファミリーコンピュータ用ソフト。1989年3月3日、バンダイより発売。
魁!!男塾 冥凰島決戦
ゲームボーイ用ソフト。1990年8月4日、ユタカより発売。
極めて簡素なアクション中のグラフィック、リーチ差に物を言わせて中間距離でヒット&アウェイを狙うしかない単調なゲーム性などの短所はあるが、難易度はそこまで高くない。
SIMPLEキャラクター2000シリーズ Vol.10 魁!!男塾 THE 怒馳暴流（ドッチボール）
PlayStation用ソフト。2002年8月29日、バンダイより発売。
魁!!男塾
PlayStation 2用ソフト。2005年11月10日、ディースリー・パブリッシャーより発売。
魁!!男塾 〜日本よ、これが男である!〜
PlayStation 3用ソフト。2014年2月27日、バンダイナムコゲームスより発売。

### ダウンロードゲーム
魁!!男塾
裂斬による『2D格闘ツクール2nd.』製のWindows用対戦型格闘ゲーム。2003年2月に原作者公認のもとでフリーウェアとして公開。ベクターの「2004年 年間総合ランキング Windows」ではダウンロード数第34位となっている。

### ブラウザゲーム
魁!!男塾 大嘩亜怒闘制覇!
Yahoo!モバゲー、2012年11月28日、ブルズ・アイより公開。
魁!!男塾 〜連合大闘争編〜
以下、enishとブルズ・アイより提供された後、2021年10月1日からenishからビジュアライズに提供者が変更になっている。
GREE、2013年5月24日公開。
Mobage、2013年7月9日公開。
SP版mixi、2013年7月18日公開。
SP版dゲーム、2013年9月5日公開。
TSUTAYAオンラインゲーム、mobcast、2013年10月8日公開。
App Storeにて2013年10月31日公開。
Google Playにて2013年12月19日公開。
コロプラ、2015年8月31日（β版は2015年8月27日）公開。
SP版Ameba、2016年12月13日公開。
ヤマダゲーム、2017年9月21日公開。
ゲソてん、2019年8月7日公開。
Yahoo!モバゲー、2023年7月26日公開。

### 客演作品
以下、『男塾』のキャラクターが登場するクロスオーバー作品。
ファミコンジャンプ 英雄列伝
ファミリーコンピュータ用ソフト。1989年2月25日、バンダイより発売。
ファミコンジャンプII 最強の7人
ファミリーコンピュータ用ソフト。1991年12月2日、バンダイより発売。
ジャンプアルティメットスターズ
ニンテンドーDS用ソフト。2006年11月23日、任天堂より発売。
ジェイスターズ ビクトリーバーサス
PlayStation 3、PlayStation Vita用ソフト。2014年3月19日、バンダイナムコゲームスより発売。
週刊少年ジャンプ オレコレクション!
スマートフォン（Android・iOS）用アプリ。2017年12月から追加参加。バンダイナムコエンターテインメントより配信。
ジャンプチ ヒーローズ
スマートフォン（Android・iOS）用アプリ。2018年3月28日の配信当初から参加。LINEより配信。
週刊少年ジャンプ 実況ジャンジャンスタジアム
スマートフォン（Android・iOS）用アプリ。2018年10月11日から追加参加。コナミデジタルエンタテインメントより配信。

## パチンコ・パチスロ
パチンコ
- CR魁!!男塾（2006年、サミー）
- CR魁!!男塾（2015年、大一商会）

パチスロ
- 魁!!男塾（2007年、ロデオ）
- 魁!!男塾 天挑五輪大武會編（2013年、ロデオ）
- SLOT魁!!男塾（2017年、ミズホ）

## コラボレート
- 2018年7月に味の素のトッピング入りサラダシーズニング「Toss Sala」とコラボレートし、特設サイトにて種村有菜と共作の漫画を公開[34]。漫画のタイトルは「少年少女和え漫画『江田島塾長チェックメイト！』」[34]。商品の魅力を「少年マンガと少女マンガを混ぜた新しい世界観で表現する」ことから企画が実現し、漫画には本作の江田島平八が登場している[34]。
- 2021年7月15日から2022年3月31日まで吉野家とコラボし、「魁!!吉野家塾」というキャンペーンを開催[35]。吉野家が創業した1899年当時では、職人たちの「男飯」が「吉野家の牛丼」で、本作の世界観と合致したことにより実現[35]。
- 2021年12月2日、ヘアケアブランドのCLEARとコラボレートし、特設サイトにて限定コンテンツ「魁!!俺の塾ジェネレーター〜自分を信じて、塾を開け〜」を公開[36]。コンテンツでは、宮下がイラストを監修[36]。江田島塾長や剣桃太郎の人柄が、CLEARのブランドマニュフェストである「自分を信じて、未来へ進め。」と世界観が合致したことにより実現した企画である[36]。

## 関連作品
以下の作品において、男塾の周辺世界が描かれている。

### 宮下あきらによる作品
天より高く
魔界の後継者となるために、最高の大和撫子を嫁にしようと探す大魔王の次男ソラの話である。ソラが江田島平八の元に身を寄せる時期があり、それぞれ成功している塾生の姿などが描かれている。物語後半では、ソラがタイムトリップした先々で江田島の先祖が登場。『週刊プレイボーイ』（集英社）にて連載されていた。本作の成功により『週刊プレイボーイ』誌で『キン肉マンII世』の連載、さらには、集英社関連での『週刊少年ジャンプ』作品の復活の呼び水となった。
EDAJIMA -わしが江田島平八である-
第二次世界大戦終戦後、江田島平八と来日したダグラス・マッカーサーの闘いを描いた読切作品。『スーパージャンプ』（集英社）1998年22号に掲載。2004年発売のスーパージャンプ特別編集『天下無双 江田島平八伝 総集編』（2004年）に大幅加筆されたものが掲載された。
曉!!男塾 青年よ、大死を抱け
『魁!!男塾』の正式な続篇。剣桃太郎の息子の世代の男塾を描く。『スーパージャンプ』にて連載されていた。上記『天より高く』の設定を引き継いでいる。
天下無双 江田島平八伝
江田島平八の幼少時代からを描いた作品。いわば男塾前史。『オースーパージャンプ』（集英社）にて連載された。
大河内民明丸評伝 果てること未だ知らず
『民明書房大全』に描き下ろされた読切作品。民明書房の創始者、大河内民明丸に関する実録風漫画。『スーパージャンプ』2004年23号に後日譚を書き足したものを掲載。
拳食同源 特級厨房師 王大人
男塾参謀・王大人が辣腕を振るう読切作品。『オースーパージャンプ』2010年4月号に掲載され、『天下無双 江田島平八伝』10巻に収録。
私立極道高校2011
『私立極道高校』の続編。『週刊漫画ゴラク』（日本文芸社）にて連載。連載後期になって男塾のメンバーが老年の姿となって登場。連載終了と同時に、『極!!男塾』の連載予告が告知された。
極!!男塾
上記作品の後継作品。登場人物や設定は引き継がれているが、『私立極道高校2011』終了時より少し期間が経過している。極道高校が廃校した旧男塾に代わり、「新生男塾」として再出発する。当初は2013年1月開始予定だったが、作者によれば「気合が入り過ぎた」ため2013年春に延期と発表され、結局さらに一年後の2014年4月から『週刊漫画ゴラク』にて連載開始された。
真!!男塾
『極!!男塾』完結後の『週刊漫画ゴラク』で連載。男塾創立後の江田島平八の活躍を描く。単行本は全6巻。

### 他作家による作品
男塾外伝 伊達臣人
伊達臣人を主人公としたスピンオフ作品。作画は尾松知和。『別冊漫画ゴラク』（日本文芸社）にて2014年6月号から連載されていたが、2015年2月号（2014年12月）をもって同誌が休刊。『漫画ゴラクスペシャル』（日本文芸社）で2015年4月号から連載が再開され、2017年8月号まで連載。その後『ゴラクエッグ』に移籍し、2021年9月の更新をもって完結した。ストーリーは伊達が男塾を退学となった直後から始まる。単行本は全10巻。
男塾外伝 紅!!女塾
スピンオフ作品。『ゴラクエッグ』（日本文芸社）にて2015年1月23日から2017年8月30日までWEB配信。作画はサイトウミチ。第三次世界大戦から30年後の西暦20XX年が舞台。先の大戦で絶滅した日本男児の代わりに「日本女子」を鍛え上げる女塾を描く。主人公は剣桃子、学園生活編と驚邏大四凶殺編のパロディで、江田島は男塾塾長兼女塾塾長となっている。単行本は全5巻。
男塾外伝 大豪院邪鬼
大豪院邪鬼を主人公としたスピンオフ作品。『ゴラクエッグ』にて2015年5月25日から2019年2月28日までWEB配信。『漫画ゴラクスペシャル』に移籍し、2019年6月号から3号（2020年10月15日配信）まで連載された。作画は柳田東一郎。ストーリーは邪鬼が男塾に入塾した頃を回想する場面から始まる。単行本は全9巻。
男塾外伝 赤石剛次
赤石剛次を主人公としたスピンオフ作品。『ゴラクエッグ』にて2016年5月30日から2019年5月30日までWEB配信。作画は竹添裕史。単行本は全5巻。
僕!!男塾
新連載のアイディアに悩む漫画家のミヤガワが、男塾に潜入取材するという体裁のスピンオフ作品。『ゴラクエッグ』にて2017年4月10日から2019年3月20日までWEB配信。原作は宮川サトシ、作画は近藤和寿。単行本は全2巻。
男塾外伝 死天王
影慶、卍丸、センクウ、羅刹が男塾死天王を結成するまでの経緯を描くスピンオフ作品。『ゴラクエッグ』にて2019年5月13日から2020年10月30日までWEB配信。作画は柳田東一郎。単行本は全2巻。
男塾外伝 J
Jを主人公としたスピンオフ作品。『マンガTOP』（日本文芸社）にて2020年6月18日からWEB配信。作画は近藤和寿。ストーリーは天挑五輪大武會を前に、Jが己の技を磨くためにアメリカへ一時帰国するところから始まる。単行本は全1巻。